# Barasa meizotoxa
Barasa meizotoxa är en fjärilsart som beskrevs av Joannis 1928. Barasa meizotoxa ingår i släktet Barasa och familjen trågspinnare. Inga underarter finns listade i Catalogue of Life.